# Куп европских шампиона 1955/56.
Куп европских шампиона 1955/56 је прва сезона најугледнијег европског клупског такмичења. Иницијатор овог такмичења је француски лист Л‘ Екип. УЕФА је подржала иницијативу и преузела организацију такмичења. 
У првом такмичењу учествовало је 16 екипа. Није било представника Енглеске, чији је фудбалски савез сматрао да ово такмичење омета домаће првенство. Једини пут у историји УЕФА такмичења је учествовала екипа из Сарланда.
Играло се по двокружном куп систему. Бољи из два сусрета иде даље. У случају нерешеног резултата у два сусрета играла се трећа утакмица (Ово правило је касније промењено). У финалу се играла једна утакмица на терену који је одређен пре почетка такмичења. 
Финални меч је одигран 13. јуна 1956. на стадиону Парк принчева у Паризу.

## Клубови у сезони 1955/56.
| Клуб             | Мјесто     | Стадион                        | Капацитет |
| ---------------- | ---------- | ------------------------------ | --------- |
| Андерлехт        | Андерлехт  | Стадион Констант Ванден Сток   | 28.060    |
| Вереш Лобого     | Будимпешта | Стадион Нандор Хидегкути       | 5.322     |
| Гвардија Варшава | Варшава    | Стадион ВКС Гвардија           | 9.000     |
| Јургорден        | Стокхолм   | Олимпијски стадион у Стокхолму | 14.417    |
| Милан            | Милан      | Сан Сиро                       | 80.018    |
| Орхус            | Орхус      | Стадион Церез Парк             | 20.032    |
| Партизан         | Београд    | Стадион Партизана              | 32.710    |
| ПСВ              | Ајндховен  | Филипс стадион                 | 35.000    |
| Рапид Беч        | Беч        | Герхард Ханапи                 | 17.500    |
| Реал Мадрид      | Мадрид     | Сантијаго Бернабеу             | 85.454    |
| Ремс             | Ремс       | Аугуст Делон                   | 21.684    |
| Рот-Вајс Есен    | Есен       | Стадион Есен                   | 20.650    |
| Сарбрикен        | Сарбрикен  | Лудвигспарк                    | 35.303    |
| Сервет           | Женева     | Стадион Женева                 | 30.084    |
| Спортинг Лисабон | Лисабон    | Стадион Жозе Алваладе          | 50.095    |
| Хибернијан       | Единбург   | Истер роуд                     | 20.421    |

## Резултати

### Осмина финала
| Тим 1            | Рез. | Тим 2            | 1 утакмица | 2 утакмица |
| ---------------- | ---- | ---------------- | ---------- | ---------- |
| Спортинг Лисабон | 5:8  | Партизан         | 3:3        | 2:5        |
| Вереш Лобого     | 10:4 | Андерлехт        | 6:3        | 4:1        |
| Сервет           | 0:7  | Реал Мадрид      | 0:2        | 0:5        |
| Рот-Вајс Есен    | 1:5  | Хибернијан       | 0:4        | 1:1        |
| Јургорден        | 4:1  | Гвардија Варшава | 0:0        | 4:1        |
| Орхус            | 2:4  | Ремс             | 0:2        | 2:2        |
| Рапид Беч        | 6:2  | ПСВ Ајндховен    | 6:1        | 0:1        |
| Милан            | 7:5  | Сарбрикен        | 3:4        | 4:1        |

### Четвртфинале
| Тим 1       | Рез. | Тим 2        | 1 утакмица | 2 утакмица |
| ----------- | ---- | ------------ | ---------- | ---------- |
| Јургорден   | 1:4  | Хибернијан   | 1:3        | 0:1        |
| Ремс        | 8:6  | Вереш Лобого | 4:2        | 4:4        |
| Реал Мадрид | 4:3  | Партизан     | 4:0        | 0:3        |
| Рапид Беч   | 3:8  | Милан        | 1:1        | 2:7        |

### Полуфинале
| Тим 1       | Рез. | Тим 2      | 1 утакмица | 2 утакмица |
| ----------- | ---- | ---------- | ---------- | ---------- |
| Реал Мадрид | 5:4  | Милан      | 4:2        | 1:2        |
| Ремс        | 3:0  | Хибернијан | 2:0        | 1:0        |

## Финале
| Реал Мадрид                                   | 4:3 | Ремс                                  |
| --------------------------------------------- | --- | ------------------------------------- |
| Ди Стефано 14’ · Ријал 30, 79’ · Маркитос 67’ |     | Леблонд 6’ · Темплен 10’ · Идалго 62’ |

| Првак 1955/56              |
| -------------------------- |
|                            |
| ФК Реал Мадрид Прва титула |